# Beyond the Dutch: Indonesië, Nederland en de beeldende kunsten van 1900 tot nu
Beyond the Dutch: Indonesië, Nederland en de beeldende kunsten van 1900 tot nu was een kunsttentoonstelling in het Centraal Museum in Utrecht van 16 oktober 2009 tot 10 januari 2010.

## Doelstelling
De tentoonstelling Beyond the Dutch was de eerste verwezenlijking van een meervoudig project, waarvoor Michaël Zeeman het voorstel schreef in opdracht van het Centraal Museum. Dit voorstel, getiteld Het Edward Said Programma, genoemd naar Edward Said, de auteur van het boek Orientalism (1978), beoogde hedendaagse interculturele veranderingen in de beeldende kunsten te bestuderen en te laten zien. Het Nederlandse oriëntalisme - in dit geval de wijze waarop Nederlandse kunstenaars, werkend in de westerse artistieke tradities, op hun schilderijen de niet-westerse wereld verbeeldden - had zich vrijwel uitsluitend gericht op Nederlands-Indië. Aan die blik, die vaak werd bepaald door het superieure zelfbeeld van de kolonisator, was een eind gekomen na de onafhankelijkheid van de republiek Indonesië. Onderzoek in Indonesië, voorafgaand aan de tentoonstelling, wees uit dat er een eigen actuele, zelfbewuste kunsttraditie is ontstaan die zich heeft losgemaakt van de 'koloniale blik'. Kortom: de Indonesische artistieke identiteit van nu, met haar eigen beeldende taal, is volledig beyond the Dutch.

## Expositie
De expositie begon met de eindfase, tevens hoogtijdagen, van de Nederlands-Indische schilderkunst: de romantische, verhalende en nogal sentimentele schilderijen uit de laatste helft van de 19e en eerste helft van de 20e eeuw die het landschap vastlegden, maar ook antieke tempelruïnes, dorpstaferelen, markten, danseressen en de vele kleurrijke facetten van de Balinese cultuur. De 19e-eeuwse exponent van de in artistiek opzicht geheel vernederlandste Javaanse schilder Raden Saleh, leerling van onder meer Cornelis Kruseman, diende als uitgangspunt. Zijn 'erfenis' kwam aan de orde, de rol van wereld- en koloniale tentoonstellingen in de smaakbepaling van het Nederlandse publiek en de ontlening van de vele Indische motieven in de Nederlandse toegepaste kunst. De grootste Nederlandse schilder op de tentoonstelling, weliswaar met een klein 'Indisch' oeuvre uit de vooroorlogse periode was ongetwijfeld Isaac Israëls die begin jaren 20 van de twintigste eeuw in Nederlands-Indië verbleef. Ook was werk van de symbolist Jan Toorop aanwezig, evenals dat van modernisten als Dolf Breetvelt, Ries Mulder en Piet Ouborg.
Na de wording van de republiek Indonesië ontstond een nationaal gevoel van bevrijding dat gepaard ging met de vorming van een nieuwe identiteit, taal (Bahasa Indonesia) en cultuur. Schilders als Hendra Gunawan en Sindudarsono Sudjujono uitten zich in een expressief realisme dat de actualiteit van het revolutionaire tijdperk vastlegde, Affandi schilderde de portretten van verzetsstrijders tijdens de onafhankelijkheidsoorlog. In de laatste vijftig jaar heeft de beeldende kunst zich zelfstandig ontwikkeld, waarbij men in sommige gevallen varieerde op traditionele Indonesische cultuurelementen zoals de wayang door sommige kunstenaars als Ki Entus Susmono die met zijn moderne poppen en opvoeringen commentaar levert op de actuele wereldpolitiek. De hedendaagse kunstenaars worden tegenwoordig opgeleid aan academies, maar er zijn veel autodidacten. Opmerkelijk is dat vrijwel alle vernieuwingen plaatsvinden op 
Java. Een van de conclusies van de expositie was, dat de moderne Indonesische kunstenaars nog steeds zoeken naar aansluiting met de kunststromingen en ontwikkelingen buiten Indonesië, hetgeen nog steeds wordt bemoeilijkt door onder meer een gebrek aan historisch besef. 
De tentoongestelde werken werden vrijwel alle door Nederlandse en Indonesische bruikleengevers, zowel musea als particulieren, voor de tentoonstelling beschikbaar gesteld. Het gelijknamige boek bij de tentoonstelling is geschreven door Nederlandse en Indonesische experts op het gebied van de vroegmoderne en moderne Indonesische kunst.

### Indië omlijst
De tentoonstelling Indië omlijst. Vier eeuwen schilderkunst in Nederlands-Indië in het Tropenmuseum behandelde de schilderkunst vanaf de 17e eeuw tot aan de onafhankelijkheid van Indonesië. Beyond the Dutch kan dan ook worden beschouwd als een vervolg op deze expositie van koloniale schilderijen.

## Publicatie
- Meta Knol, Remco Raben en Kitty Zijlmans, Beyond the Dutch: Indonesië, Nederland en de beeldende kunsten van 1900 tot nu. Amsterdam / Utrecht, 2009 ISBN 978 94 6022 056 2